# 샤도우랜드
《샤도우랜드》(Shadowlands)는 영국에서 제작된 리차드 아텐보로 감독의 1993년 드라마, 멜로/로맨스 영화이다. 안소니 홉킨스 등이 주연으로 출연하였고 리차드 아텐보로 등이 제작에 참여하였다.

## 출연

### 주연
- 안소니 홉킨스
- 데브라 윙거

### 조연
- 조셉 마젤로
- 존 우드

## 기타
- 원작자: 윌리엄 니콜슨
- 공동제작: 다이아나 호킨스
- 미술: 스투어트 크레그
- 의상: 페니 로즈